# Marco Aurélio Gubiotti
 Marco Aurélio Gubiotti  (Ouro Fino, 21 de outubro de 1963) é bispo diocesano da Diocese de Itabira-Fabriciano, em Coronel Fabriciano, Minas Gerais.
Foi ordenado sacerdote em 14 de janeiro de 1989, em Ouro Fino, Arquidiocese de Pouso Alegre, na qual era incardinado. Foi nomeado pelo Papa Bento XVI, no dia 21 de fevereiro de 2013, como novo bispo da Diocese de Itabira-Fabriciano, sendo ordenado em 26 de maio do mesmo ano em Ouro Fino. Assumiu a Diocese de Itabira-Fabriciano em 16 de junho de 2013.